# Nikolaj Skvortsov
Nikolaj Valerjevitsj Skvortsov (Russisch: Николай Валерьевич Скворцов) (Obninsk, 28 maart 1984) is een Russische zwemmer. Hij vertegenwoordigde zijn vaderland op de Olympische Zomerspelen 2004 in Athene, op de Olympische Zomerspelen 2008 in Peking en op de Olympische Zomerspelen 2012 in Londen. Op de kortebaan is Skvortsov houder van het Europees record op de 200 meter vlinderslag.

## Carrière
Bij zijn internationale debuut, op de Europese kampioenschappen zwemmen 2002 in Berlijn, eindigde Skvortsov als zesde op de 200 meter vlinderslag. In Riesa nam hij deel aan de Europese kampioenschappen kortebaanzwemmen 2002, op dit toernooi eindigde hij als zesde op de 200 meter vlinderslag. 
Op de wereldkampioenschappen zwemmen 2003 in Barcelona strandde de Rus in de halve finales van de 200 meter vlinderslag. Tijdens de Europese kampioenschappen kortebaanzwemmen 2003 in Dublin eindigde hij als vierde op zowel de 100 als de 200 meter vlinderslag, op de 50 meter vlinderslag bereikte hij de zesde plaats.
Op de Europese kampioenschappen zwemmen 2004 in Madrid sleepte Skvortsov de zilveren medaille in de wacht op de 50 meter vlinderslag en pakte hij de bronzen medaille op de 100 meter vlinderslag, op de 200 meter vlinderslag eindigde hij als vierde. Samen met Arkadi Vjatsjanin, Dmitri Komornikov en Andrej Kapralov bereikte hij de vierde plaats op de 4x100 meter wisselslag. Tijdens de Olympische Zomerspelen van 2004 in Athene zwom de Rus naar de zevende plaats op de 200 meter vlinderslag. Op de wereldkampioenschappen kortebaanzwemmen 2004 in Indianapolis eindigde Skvortsov als vierde op zowel de 100 als de 200 meter vlinderslag, op de 50 meter vlinderslag werd hij in de halve finales uitgeschakeld. Met zijn ploeggenoten Arkadi Vjatsjanin, Andrej Ivanov en Andrej Kapralov legde hij beslag op de bronzen medaille op de 4x100 meter wisselslag. In het Oostenrijkse Wenen nam de Rus deel aan de Europese kampioenschappen kortebaanzwemmen 2004, daar veroverde hij de Europese titel op de 200 meter vlinderslag en sleepte hij de zilveren medaille in de wacht op de 100 meter vlinderslag, op de 50 meter vlinderslag eindigde hij als achtste. Op de 4x50 meter wisselslag eindigde hij samen met Sergej Makov, Roman Sloednov en Andrej Kapralov als vijfde.

### 2005-2008
Op de wereldkampioenschappen zwemmen 2005 in Montreal bereikte Skvortsov de vijfde plaats op de 200 meter vlinderslag, op de 50 meter vlinderslag werd hij uitgeschakeld in de halve finales. Op de Europese kampioenschappen kortebaanzwemmen 2005 in Triëst sleepte de Rus de bronzen medaille in de wacht op de 200 meter vlinderslag, op de 100 meter vlinderslag eindigde hij als vierde en op de 50 meter vlinderslag strandde hij in de series. 
Tijdens de wereldkampioenschappen kortebaanzwemmen 2006 in Shanghai legde Skvortsov beslag op de bronzen medaille op de 200 meter vlinderslag. Op de 100 meter vlinderslag werd hij in de halve finales uitgeschakeld en op de 50 meter vlinderslag in de series. In Boedapest nam de Rus deel aan de Europese kampioenschappen zwemmen 2006, in Hongarije sleepte hij de bronzen medaille in de wacht op de 100 en de 200 meter vlinderslag, op de 50 meter vlinderslag strandde hij in de series. Met zijn ploeggenoten Arkadi Vjatsjanin, Roman Sloednov en Andrej Kapralov veroverde hij de Europese titel op de 4x100 meter wisselslag. Op de Europese kampioenschappen kortebaanzwemmen 2006 in Helsinki legde Skvortsov beslag op de bronzen medaille op de zowel de 100 als de 200 meter vlinderslag, op de 50 meter vlinderslag werd hij in de halve finales uitgeschakeld. 
Op de wereldkampioenschappen zwemmen 2007 in Melbourne veroverde de Rus de bronzen medaille op de 200 meter vlinderslag, op de 100 meter vlinderslag eindigde hij als zevende en op de 50 meter vlinderslag strandde hij in de series. Samen met Arkadi Vjatsjanin, Dmitri Komornikov en Jevgeni Lagoenov sleepte hij de bronzen medaille in de wacht op de 4x100 meter wisselslag.
Op de Europese kampioenschappen zwemmen 2008 in Eindhoven legde Skvortsov beslag op de zilveren medaille op de 200 meter vlinderslag en eindigde hij als vijfde op de 100 meter vlinderslag. In Manchester nam de Rus deel aan de wereldkampioenschappen kortebaanzwemmen 2008. Op de 200 meter vlinderslag veroverde hij de zilveren medaille en op de 100 meter vlinderslag pakte hij het brons, op de 50 meter vlinderslag strandde hij in de series. Tijdens de Olympische Zomerspelen van 2008 in Peking eindigde Skvortsov als achtste op de 200 meter vlinderslag, op de 100 meter vlinderslag werd hij uitgeschakeld in de series. Op de 4x100 meter wisselslag zwom hij alleen in de series. Op de Europese kampioenschappen kortebaanzwemmen 2008 in Rijeka veroverde de Rus, in een wereldrecord, de Europese titel op de 200 meter vlinderslag en de bronzen medaille op de 100 meter vlinderslag, op de 50 meter vlinderslag strandde hij in de halve finales.

### 2009-heden
Op 12 februari 2009, tijdens de Russische kortebaankampioenschappen 2009 in Sint-Petersburg, verbeterde Skvortsov zijn eigen wereldrecord op de 200 meter vlinderslag met 0,07 seconde. In Rome nam de Rus deel aan de wereldkampioenschappen zwemmen 2009, op dit toernooi werd hij uitgeschakeld in de halve finales van zowel de 100 als de 200 meter vlinderslag. Tijdens de Europese kampioenschappen kortebaanzwemmen 2009 in Istanboel prolongeerde Skvortsov zijn Europese titel op de 200 meter vlinderslag, op de 100 meter vlinderslag eindigde hij op de vijfde plaats.
Op de Europese kampioenschappen zwemmen 2010 in Boedapest sleepte de Rus de zilveren medaille in de wacht op de 200 meter vlinderslag en eindigde hij als vijfde op de 200 meter vlinderslag, op de 50 meter vlinderslag strandde hij in de halve finales. Samen met Vitali Borisov, Grigori Falko en Andrej Gretsjin zwom hij in de series van de 4x100 meter wisselslag, in de finale legden Stanislav Donets, Roman Sloednov, Jevgeni Korotysjkin en Jevgeni Lagoenov beslag op de zilveren medaille. Voor zijn aandeel in de series ontving de Rus eveneens de zilveren medaille. In Eindhoven nam Skvortsov deel aan de Europese kampioenschappen kortebaanzwemmen 2010. Op dit toernooi eindigde hij als zesde op de 100 meter vlinderslag, daarnaast werd hij uitgeschakeld in de halve finales van de 50 meter vlinderslag en in de series van de 200 meter vlinderslag. Op de 4x50 meter wisselslag veroverde hij samen met Stanislav Donets, Sergej Gejbel en Danila Izotov de bronzen medaille.
Tijdens de wereldkampioenschappen zwemmen 2011 in Shanghai strandde de Rus in de series van de 200 meter vlinderslag. Op de Europese kampioenschappen kortebaanzwemmen 2011 in Szczecin sleepte Skvortsov de zilveren medaille in de wacht op de 200 meter vlinderslag, op de 100 meter vlinderslag eindigde hij op de vijfde plaats.
In Londen nam de Rus deel aan de Olympische Zomerspelen 2012. Op dit toernooi werd hij uitgeschakeld in de halve finales van zowel de 100 als de 200 meter vlinderslag, samen met Vladimir Morozov, Vjatsjeslav Sinkevitsj en Andrej Gretsjin strandde hij in de series van de 4x100 meter wisselslag. Tijdens de wereldkampioenschappen kortebaanzwemmen 2012 in Istanboel veroverde Skvortsov de bronzen medaille op de 200 meter vlinderslag, op de 100 meter vlinderslag eindigde hij op de zesde plaats. Op de 4x100 meter wisselslag legde hij samen met Stanislav Donets, Vjatsjeslav Sinkevitsj en Vladimir Morozov beslag op de zilveren medaille.

## Internationale toernooien
| Jaar | Olympische Spelen                                                                            | WK langebaan                                                                     | WK kortebaan                                                                        | EK langebaan | EK kortebaan                                                                                                  |
| ---- | -------------------------------------------------------------------------------------------- | -------------------------------------------------------------------------------- | ----------------------------------------------------------------------------------- | --- | --- |
| 2002 |                                                                                              |                                                                                  | geen deelname                                                                       | 6e 200m vlinderslag                                                                                               | 6e 200m vlinderslag                                                                                           |
| 2003 |                                                                                              | 15e 200m vlinderslag                                                             |                                                                                     | | 6e 50m vlinderslag 4e 100m vlinderslag 4e 200m vlinderslag                                                    |
| 2004 | 7e 200m vlinderslag                                                                          |                                                                                  | 10e 50m vlinderslag · 4e 100m vlinderslag · 4e 200m vlinderslag · 4x100m wisselslag | 50m vlinderslag · 100m vlinderslag · 4e 200m vlinderslag · 4e 4x100m wisselslag                                   | 8e 50m vlinderslag · 100m vlinderslag · 200m vlinderslag · 5e 4x50m wisselslag                                |
| 2005 |                                                                                              | 10e 50m vlinderslag 4e 200m vlinderslag                                          |                                                                                     | | 12e 50m vlinderslag · 4e 100m vlinderslag · 200m vlinderslag                                                  |
| 2006 |                                                                                              |                                                                                  | 21e 50m vlinderslag · 10e 100m vlinderslag · 200m vlinderslag                       | 21e 50m vlinderslag · 100m vlinderslag · 200m vlinderslag · 4x100m wisselslag                                     | 14e 50m vlinderslag · 100m vlinderslag · 200m vlinderslag                                                     |
| 2007 |                                                                                              | 22e 50m vlinderslag · 7e 100m vlinderslag · 200m vlinderslag · 4x100m wisselslag |                                                                                     | | geen deelname                                                                                                 |
| 2008 | 20e 100m vlinderslag 8e 200m vlinderslag 4e 4x100m wisselslag Skvortsov zwom enkel de series |                                                                                  | 21e 50m vlinderslag · 100m vlinderslag · 200m vlinderslag                           | 5e 100m vlinderslag · 200m vlinderslag · 4x100m wisselslag · Skvortsov zwom enkel de series                       | 13e 50m vlinderslag · 100m vlinderslag · 200m vlinderslag · 4x50m wisselslag · Skvortsov zwom enkel de series |
| 2009 |                                                                                              | 14e 100m vlinderslag 10e 200m vlinderslag                                        |                                                                                     | | 5e 100m vlinderslag · 200m vlinderslag                                                                        |
| 2010 |                                                                                              |                                                                                  | geen deelname                                                                       | 13e 50m vlinderslag · 5e 100m vlinderslag · 200m vlinderslag · 4x100m wisselslag · Skvortsov zwom enkel de series | 9e 50m vlinderslag · 6e 100m vlinderslag · 9e 200m vlinderslag · 4x50m wisselslag                             |
| 2011 |                                                                                              | 22e 200m vlinderslag                                                             |                                                                                     | | 5e 100m vlinderslag · 200m vlinderslag                                                                        |
| 2012 | 10e 100m vlinderslag 14e 200m vlinderslag 12e 4x100m wisselslag                              |                                                                                  | 6e 100m vlinderslag · 200m vlinderslag · 4x100m wisselslag                          | geen deelname | geen deelname                                                                                                 |

## Persoonlijke records
Bijgewerkt tot en met 12 december 2009
Kortebaan
| Afstand          | Tijd    | Datum            | Plaats    |
| ---------------- | ------- | ---------------- | --------- |
| 50m vlinderslag  | 23,28   | 9 november 2007  | Moskou    |
| 100m vlinderslag | 49,83   | 10 december 2009 | Istanboel |
| 200m vlinderslag | 1.49,46 | 12 december 2009 | Istanboel |

Langebaan
| Afstand          | Tijd    | Datum            | Plaats |
| ---------------- | ------- | ---------------- | ------ |
| 50m vlinderslag  | 23,93   | 5 augustus 2007  | Parijs |
| 100m vlinderslag | 51,50   | 31 juli 2009     | Rome   |
| 200m vlinderslag | 1.54,31 | 12 augustus 2008 | Peking |